# کبودان (بردسکن)
کبودان نام روستایی از توابع بخش مرکزی شهرستان بردسکن در استان خراسان رضوی است. این روستا در دهستان کوهپایه قرار دارد و براساس سرشماری سال ۱۳۸۵ جمعیت آن ۸۴۱ نفر (۲۹۲ خانوار) بوده است.
بهروز بنیادی نماینده دوره دهم مجلس شورای اسلامی از حوزه انتخابیه کاشمر، بردسکن و خلیل‌آباد اهل این روستا است.